# オジャマしまァーす
『オジャマしまァーす』は、1970年7月19日から同年10月25日まで日本テレビで放送されていたバラエティ番組である。

## 概要
日本テレビアナウンサーの青尾幸が有名人や時の人の家庭を訪ね、彼らにインタビューしていた番組。初回での訪問先は、後に東京都知事になる石原慎太郎の自宅であった。

## 放送時間
いずれも日本標準時。
- 日曜 13:45 - 14:00 （1970年7月19日 - 1970年9月27日）
- 日曜 14:15 - 14:30 （1970年10月4日 - 1970年10月25日）